# Félix Mangini
Félix Mangini, né le 27 février 1836 à Lyon (Rhône), mort le 24 août 1902  à Saint-Pierre-la-Palud (Rhône), est un ingénieur pionnier du chemin de fer en France, un philanthrope pionnier de l'habitat social à Lyon, et un homme politique français.

## Biographie
Félix est le fils de Lazare Mangini, qui fut le collaborateur et l'ami des frères Seguin, pionniers du chemin de fer. Entre 1858 et 1861, il suit les cours de l'École des mines de Paris. En 1863, son père s'installe dans la vallée de la Brévenne, il achète une propriété au lieu-dit la Pérollière, sur la commune de Saint-Pierre-la-Palud. Félix Mangini la fait raser puis reconstruire et lui fait adjoindre en 1885 un château de style florentin, œuvre de l'architecte lyonnais Gaspard André. Le domaine, vendu par ses héritiers en 1942 à la Compagnie du gaz de Lyon, devient ensuite la propriété d'EDF, puis d'Enedis.
Il fait partie du  groupe d'amis de la « bande à Aynard », avec Édouard Aynard, Auguste Isaac, et Joseph Gillet. Avec l'abbé Camille Rambaud, ils constituent un groupe de bienfaiteurs et d'entrepreneurs qui investissent significativement dans les œuvres de bienfaisance de la région lyonnaise, dans la mouvance des « chrétiens modérés » et du catholicisme social de la fin du XIXe et du début du XXe siècle.

### Vie professionnelle
Associé à son frère Lucien Mangini, il est dans un premier temps entrepreneur dans le secteur des houillères. Bientôt, il s'oriente dans l'ingénierie ferroviaire, en disciple de Marc Seguin dont il épouse la fille Marie-Pauline.
Les deux frères dirigent les travaux de construction de la ligne de chemin de fer de Lyon à Montbrison, dont l'exploitation leur est concédée par le décret impérial no 17275 du 16 octobre 1869,.
Il crée en 1864 la société anonyme, dénommée Compagnie de la Dombes, pour construire et exploiter une ligne de chemin de fer et dessécher et mettre en valeur six mille hectares d'étangs, avec François Barthélemy Arlès-Dufour, Louis Frémy, Alexandre Bodin, Comte Le Hon, Amédée Sellier et Lucien Mangini, ce dernier agissant en son nom personnel et celui de messieurs Henri Germain, Louis Guérin et Gabriel Saint-Olive. Toujours avec son frère Lucien, il dirige la compagnie des Dombes et des chemins de fer du Sud-Est, qui prend la suite de la première société dont les deux frères assurent à la fois les rôles d'ingénieurs, de constructeurs et d'administrateurs. Sous leur direction, de grands travaux sont entrepris pour le déploiement de leur réseau. L'un des plus importants est la construction, entre 1872 et 1875, de la gare Saint-Paul la façade est l'œuvre de l'architecte Louis Sainte-Marie-Perrin. Félix quitte la société après la vente de ses lignes à la compagnie PLM en 1883. En 1893, la Société lyonnaise des logements économiques entreprend la construction de sept logements collectifs rue Camille Koechlin à Villeurbanne, devant loger à terme plus de 400 personnes,.
Il est le fondateur ou le collaborateur de plusieurs sociétés et fondations :
- En 1864, aux côtés du soyeux Arlès-Dufour et de Henri Germain, il participe à la création de la Société d'enseignement professionnel du Rhône dont il sera le président de 1870 jusqu’à sa mort.

- En 1885, il lance la construction des « maisons Mangini », quai Pierre-Scize à Lyon, sur un emplacement qu'il avait proposé pour la construction de la faculté de droit et des lettres. Leur gestion est reprise par la société suivante[6].

- En 1886, il crée la Société lyonnaise des logements économiques, devenue par la suite Office public des HLM du Rhône puis OPAC du Rhône. Dans cette entreprise Félix Mangini s'assure la participation active de la Caisse d'Épargne du Rhône dont il vient de prendre la présidence[11].

- En 1891, il crée la Société d'alimentation, avec le financement d'Édouard Aynard. Elle distribue des repas à bon marché dans deux restaurants sociaux, aux Brotteaux et à la Guillotière[4].

- En 1897, il fonde L'Œuvre lyonnaise des tuberculeux indigents, association reconnue d'utilité publique. Cette société participe à la création du sanatorium d’Hauteville aux côtés de Joseph Gillet et d' Édouard Aynard, pour soigner et guérir les habitants de la région lyonnaise atteints de la tuberculose. Cet établissement de cent-vingt lits, ouvert le 23 août 1900, vient répondre à l'absence de prise en charge des tuberculeux dans la région lyonnaise.
- Il est  administrateur des Hospices civils de Lyon.

Maire de Saint-Pierre-la-Palud pendant trente-huit ans, il est également conseiller général du Rhône et membre de la chambre de commerce de Lyon.
Il meurt en 1902 dans sa commune, où il est inhumé.

### Famille
Sa fille, Hélène Mangini (1879-1958), se marie à Léon Bérard, pionnier de la chirurgie thoracique. Ils construisent une extension du domaine de la Pérollière dans le même style que le bâtiment de Gaspard André, qu'ils baptisent du nom de « Villa Félix » en honneur de Félix Mangini.

## Publication
- Les Petits Logements dans les grandes villes et plus particulièrement dans la ville de Lyon, Paris, A. Storck, 1891, 98 p.

## Postérité

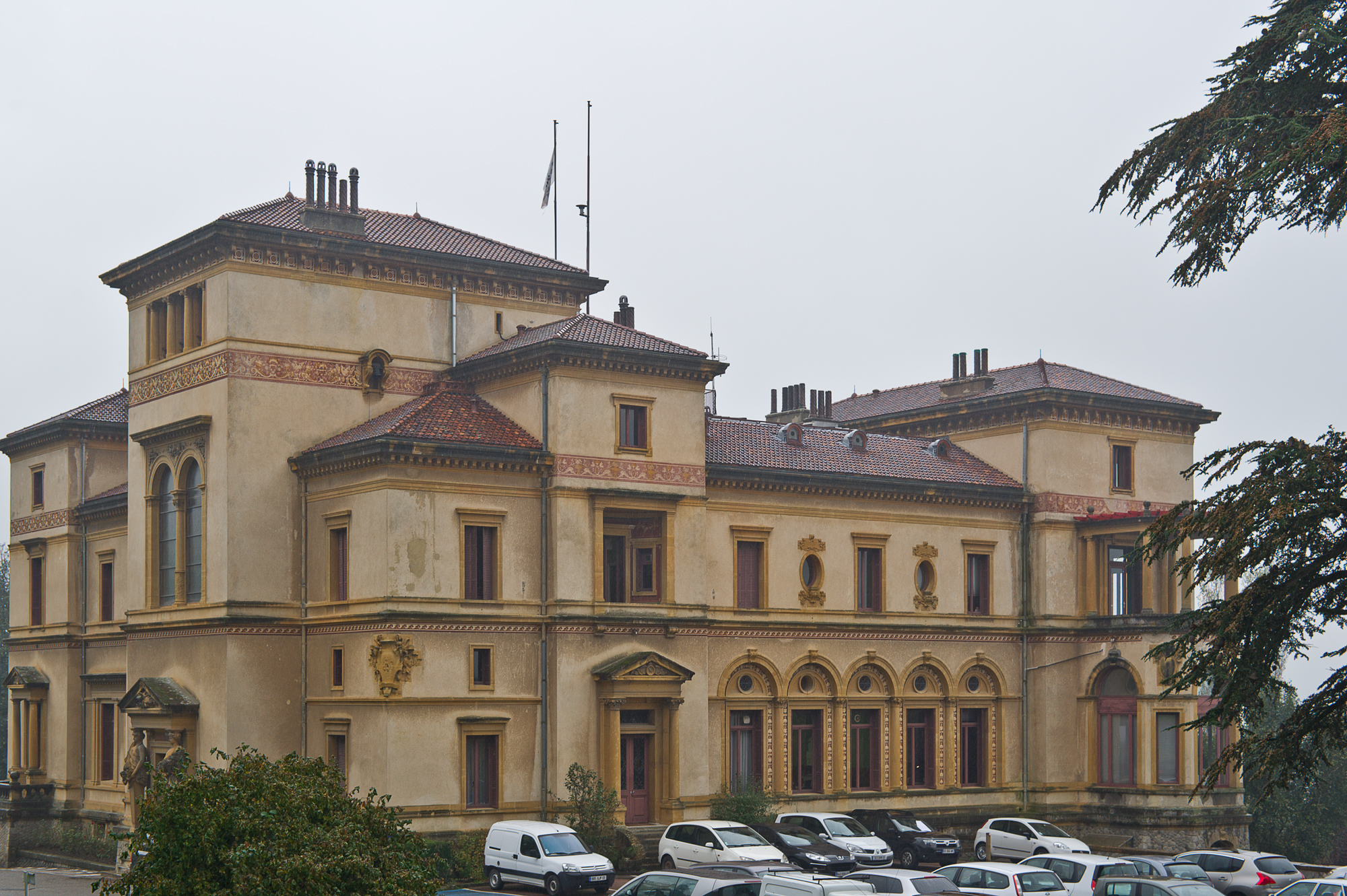
La villa Pérollière, monument historique.

### Travaux
Il semble que la loi Bonnevay du 23 décembre 1912, portée par le ministre Laurent Bonnevay, s'appuie en partie sur les réflexions de Mangini au sujet du logement social. On note que cette loi, qui a permis aux villes de se doter d'offices HLM, prend sa source là où Mangini indiquait que le logement social pouvait être une activité « assurément lucrative ».

### Lieux et odonymes
- À Lyon, dans les jardins de l'hôtel de préfecture du Rhône, un monument inauguré en 1907 par son ami Émile Loubet, ancien président de la République, rend hommage à la mémoire de Félix Mangini, philanthrope. Le monument est l'œuvre du sculpteur Alfred Boucher et de l'architecte Louis Rogniat.
- Villa La Pérollière, demeure familiale à Saint-Pierre-la-Palud, est inscrite aux monuments historiques depuis 1992[15].
- À Hauteville-Lompnes, une des voies principales porte le nom d'avenue Félix Mangini et l'ancien sanatorium Félix Mangini s'appelle désormais centre Orcet-Mangini.
- Depuis 2013, une voie du 9e arrondissement de Lyon s'appelle rue Félix-Mangini[12].